# Teucholabis mythica
Teucholabis mythica är en tvåvingeart som beskrevs av Alexander 1926. Teucholabis mythica ingår i släktet Teucholabis och familjen småharkrankar.
Artens utbredningsområde är Paraguay. Inga underarter finns listade i Catalogue of Life.